# Виборнов Юрій Вікторович
Юрій Вікторович Виборнов (рос. Юрий Викторович Выборнов, 26 березня 1946, Одеса — 29 березня 2017, Москва) — радянський і російський журналіст-міжнародник, спортивний коментатор.

## Історія
Закінчив Московський державний педагогічний інститут іноземних мов імені Моріса Тореза (нині — Московський державний лінгвістичний університет).
На телебаченні працював з 1974 року. З 1984 по 1991 рік він був власним кореспондентом радянського Центрального телебачення в Італії. У 1987 році взяв в Неаполі ексклюзивне інтерв'ю у Дієго Армандо Марадони, що було рідкістю для того часу. По центральному ТБ була показана лише мала частина розмови — весь матеріал увійшов у книгу «Марадона, Марадона…» із серії «Зірки зарубіжного спорту», яку Виборнов написав в парі з Ігорем Горанським. Коментував чемпіонат світу з футболу 1990 року в Італії. Відрізнявся іронічною, живою, нештампованою мовою — дуже незвичайною для преси тих років.
У 1990-ті роки працював власним кореспондентом ОРТ в Австрії. На самому початку 2000-х років Виборнов працював політичним оглядачем і міжнародним роз'їзним кореспондентом ОРТ, а з 2002 по 2005 рік був кореспондентом «Першого каналу» в Ізраїлі. Був у числі журналістів телеканалу, які висвітлювали перебіг Іракської війни в березні 2003 року, робив репортажі з Ізраїлю. Останній раз він з'явився в ефірі на каналі як кореспондент в 2005 році. Робив репортажі для телевізійних передач «Міжнародна панорама», «Новини», «Времена» і «Час».
В останні роки життя працював редактором-консультантом програми «Час», був задіяний в окремих проектах на телеканалі «Росія». Останній проект Виборнова на телебаченні вийшов у 2013 році на КХЛ-ТБ — це був цикл передач «Територія КХЛ. Країни». Він був присвячений історії хокею в країнах Континентальної хокейної ліги.

## Смерть
Помер 29 березня 2017 року після тривалої важкої хвороби. Прощання з ним відбулося 1 квітня. Похований на Троєкуровському кладовищі.

## Особисте життя
Був уболівальником футбольного клубу «Динамо» (Москва). Був одружений. Дружина — філолог Олена Смирнова, син — відомий спортивний коментатор Костянтин Виборнов (нар. 1973).